# قبعة راعي البقر

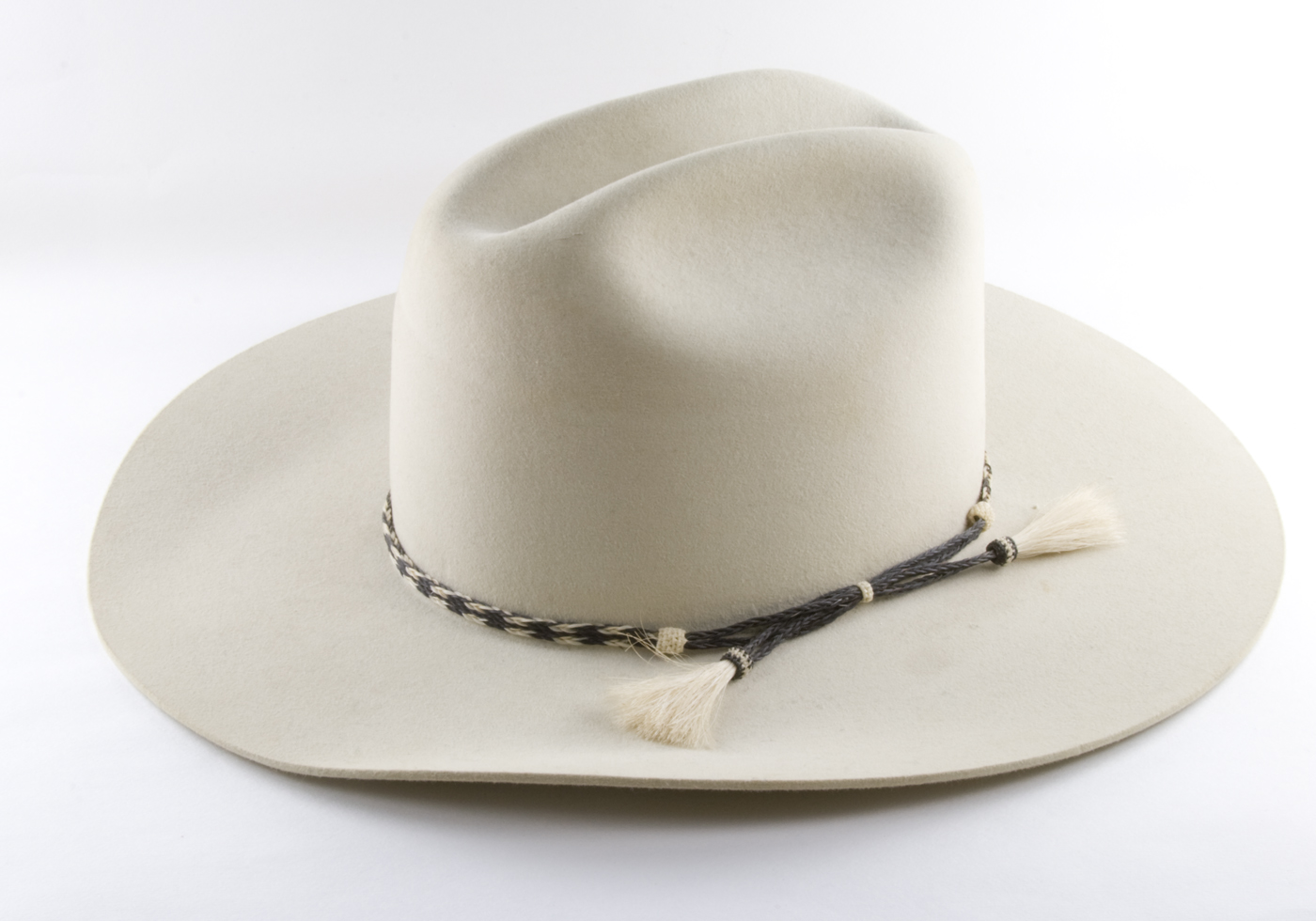
قبعة رعاة البقر

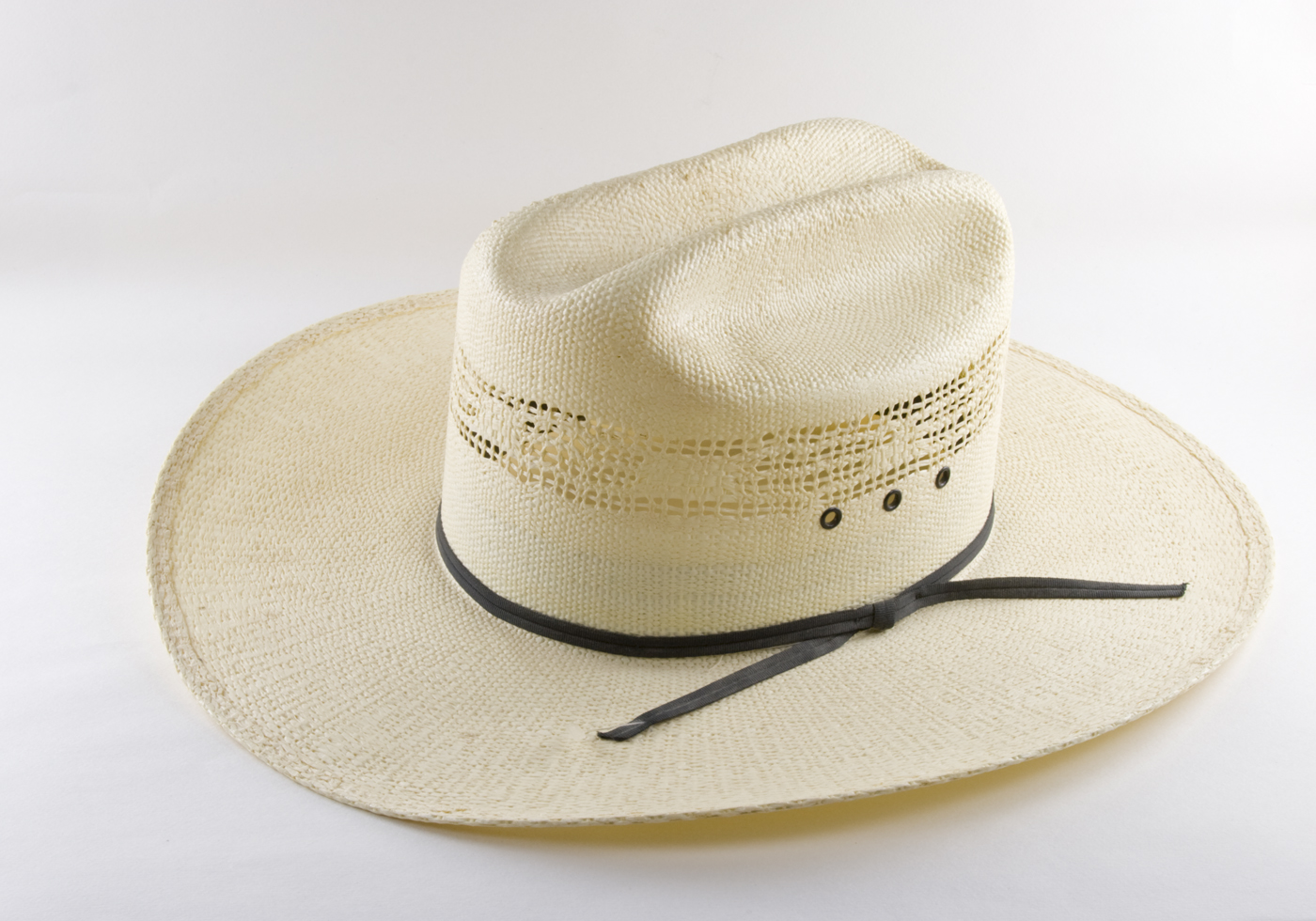
قبعة رعاة البقر مصنوعة من القش

قبعة رعاة البقر هي قبعة توج عالية، واسعة الحواف المعروفة باسم كاو بوي هات وتستخدم لملابس رعاة البقر في أمريكا الشمالية. تأثرت الثقافة المكسيكية في القرن التاسع عشر، اليوم يلبسه كثير من الناس، وخاصة عمال المزارع في غرب وجنوب الولايات المتحدة، غرب كندا وشمال المكسيك.